# Casketgarden
A Casketgarden magyar melodikus death/thrash metal együttes.

## Története
1998-ban alakultak meg Mosonmagyaróváron, Cseh Attila, Musitz Péter és Tóth Balázs zenészek alapították. Fő példaképeik a neves At the Gates és Carcass együttesek voltak, és ezekhez hasonló hangzásvilággal rendelkező zenekart szerettek volna létrehozni. 1999-ben Cseh István énekes és Szabó Csaba bőgős csatlakozott az együtteshez. Ekkor két demót adtak ki, elsőt 1999-ben, míg a másikat 2000-ben. 2001-ben újabb taggal bővült a Casketgarden, Őri Gábor basszusgitáros személyében. 2002-ben egy újabb demót jelentettek meg, a szlovák Metal Age Productions gondozásában. Első nagylemezüket 2003-ban jelentették meg. Ezzel az albummal rengeteget turnéztak, Magyarországon és külföldön egyaránt. Ezt az "anyagot" szintén a Metal Age adta ki, amelyhez 2011-ig volt feliratkozva az együttes. 2005-ben közreműködtek a BálnaVadÁszok című Moby Dick tribute lemezhez, "A III. Világháború előtt" című dal feldolgozásával. 2006-ban került piacra második albumuk, amely pozitív kritikákat kapott, és számtalan rangos hazai válogatáslemezre felkerültek. Az albumot és az együttest 4 Hungarian Metal Awards díjra jelölték. 2008-ban jelent meg harmadik lemezük, mellyel szintén turnéztak külföldön. 2009-ben Őri Gábor basszusgitáros elhagyta a Casketgarden sorait, helyére Schummel Dénes került. 2010-ben Musitz Péter is kiszállt a zenekarból, őt Csutak István váltotta le. Harmadik albumukon 2011-ben kezdtek dolgozni, ekkor Cseh Attila szintén "lelépett" a zenekarból. Gregus Dávid váltotta őt dobos poszton. A lemez 2012-ben került a boltok polcaira, ekkor kiadót váltottak: átiratkoztak a magyar Nail/Hammer Recordshoz. Eddig ez volt az utolsó lemezük.

## Tagok
- Cseh István - vokál
- Csutak István - szólógitár
- Tóth Balázs - ritmusgitár
- Schummel Dénes - basszusgitár
- Gregus Dávid - dob

Korábbi tagok
- Musitz Péter - dob (1998-2010)
- Őri Gábor - basszusgitár (2001-2009)

## Diszkográfia
Stúdióalbumok
- This Corroded Soul of Mine (2003)
- Open the Casket, Enter the Garden (2006)
- Incompleteness in Absence (2008)
- The Estrangement Process (2012)

Demók
- An Ever Rounding Circle (1999)
- ...Of Grief (2000)
- The Non-Existent (2002)

Közreműködések
- BálnaVadÁszok (Moby Dick tribute lemez, 2005)